# Friedrich von Gottl-Ottlilienfeld
Friedrich Gottl, ab 1909  Friedrich Gottl von Ottlilienfeld, bekannter als Friedrich von Gottl-Ottlilienfeld (* 13. November 1868 in Wien, Österreich-Ungarn; † 19. Oktober 1958 in Frankfurt am Main) war ein deutscher Staatswissenschaftler und Nationalökonom.

## Leben
Friedrich Gottl wurde als Sohn eines k.u.k. Generals geboren. Er studierte von 1887 bis 1893 an der TH Brünn, der Hochschule für Bodenkultur in Wien und an den Universitäten Berlin, Wien und Heidelberg. Seit 1891 war v. Gottl-Ottlilienfeld Angehöriger des Corps Borussia Berlin. In Heidelberg wurde er 1897 bei dem Nationalökonomen Karl Knies und dem Historiker Bernhard Erdmannsdörffer zum Dr. phil. promoviert. Im Dezember 1900 habilitierte er sich für Staatswissenschaften an der Universität Heidelberg, wo er in der Folgezeit als Privatdozent lehrte. 1902 wurde er als ao. Professor für Staatswissenschaften an die Technische Hochschule in Brünn berufen, wo er 1904 Ordinarius wurde. Von 1908 bis 1919 wirkte er an der Technischen Hochschule München, wo er 1909 ein „Technisch-Wirtschaftliches Institut“ gründete und auch als Fachwissenschaftlicher Berater des Bayerischen Staatsministeriums in Industriefragen tätig war. 1919 an die neu gegründete Universität Hamburg auf den erstmals errichteten Lehrstuhl für Theoretische Nationalökonomie berufen, ging er 1924 in gleicher Eigenschaft nach Kiel. Von 1926 bis zu seiner Emeritierung 1936 gehörte er dem Lehrkörper der Universität Berlin an, wo er auch als Honorarprofessor an der Technischen Hochschule (Berlin-Charlottenburg) vortrug und als geschäftsführender Direktor des Staatswissenschaftlichen Seminars wirkte.
In der Zwischenkriegszeit wirkte Gottl-Ottlilienfeld bei den Pariser Konferenzen zur Begründung einer „Internationalen Bibliographie der Wirtschaftswissenschaften“ als Vertreter Deutschlands und als Berichterstatter an den Völkerbund mit. Seit 1925 war er das Deutsche Mitglied der Unterkommission für Universitäten in der Völkerbundkommission für geistige Zusammenarbeit.
Gottl-Ottlilienfeld war auch Mitbegründer und Leiter der internationalen Davoser Hochschulkurse, welche der Verständigung zwischen führenden Akademikern ehemals feindlicher Staaten dienen sollten.
In der NS-Zeit war er Mitglied der von Hans Frank begründeten Akademie für Deutsches Recht. 1934 publizierte er die Abhandlung Die Läuterung des nationalökonomischen Denkens als deutsche Aufgabe. Am 1. September 1937 beantragte Gottl-Ottlilienfeld die Aufnahme in die NSDAP und wurde rückwirkend zum 1. Mai desselben Jahres aufgenommen (Mitgliedsnummer 5.917.560). Im Jahr 1938 wurde ihm die Goethe-Medaille für Kunst und Wissenschaft verliehen. Von der Gründung im Oktober 1940 bis 1945 stand er als Direktor dem „Forschungsinstitut für Deutsche Volkswirtschaftslehre“ in Mariatrost-Fölling (Haus Sonneck, Franziskusheim) in Graz vor, das sich insbesondere mit der Sozialökonomie des Südosteuropäischen Raumes auseinandersetzte. Vom Amt Rosenberg wurde er 1942 „mit Bedenken betrachtet“ und galt als „Gelehrter alter Schule, vertritt die autonome Nationalökonomie, die die Interessen der Volksgemeinschaft nicht berücksichtigt“.
Er gilt als einer der einflussreichsten Theoretiker der Rationalisierungsbewegung im Deutschland der 1920er Jahre und prägte den Begriff der „Rationalisierung“ entscheidend mit. Von Karl Friedrich von Siemens wurde er als „Altmeister der Theorie der Rationalisierung“ bezeichnet.
Gottl-Ottlilienfeld schuf grundlegende, international anerkannte Arbeiten über das Verhältnis zwischen Wirtschaft und Technik, sowie technische Sozialökonomie. In seinem sozial-wissenschaftlichen Denken entwickelte er eine „Gebildtheorie“.
Sein Vater und seine österreichischen Verwandten wurden bereits durch Erlass vom 29. März mit Diplom vom 3. Mai 1907 in Wien in den österreichischen Adelsstand mit Namensmehrung „Edler von Ottlilienfeld“ erhoben. Er selbst wurde erst am 15. Januar 1909 als ordentlicher Professor für Staatswissenschaften an der Technischen Hochschule München im Königreich Bayern bei der Adelsklasse immatrikuliert – mit Namensmehrung „Gottl von Ottlilienfeld“. Das österreichische Adelsaufhebungsgesetz 1919 konnte er im Deutschen Reich ignorieren.

### „Fordismus“
Gottl-Ottlilienfeld ist bekannt als glühender Verehrer Henry Fords. Er sprach als erster von einem Fordismus als Bezeichnung der Produktionsweise und Betriebspolitik des amerikanischen Automobilherstellers. Diesen verehrte er als „Großmeister der technischen Vernunft“. Fordismus grenzt sich bei ihm klar vom Taylorismus ab, da der Fordismus tatsächlich im Stande sei, die soziale Frage zu lösen. Er warnte vor den betrieblichen Nachteilen und menschlichen Gefahren des Taylor-Systems. Fordismus wurde von Gottl-Ottlilienfeld als „weißer Sozialismus“, „Führersozialismus“ oder „Privateigentum ohne Kapitalismus“ bezeichnet. Die Unterscheidung Fords in ein produzierendes Kapital und ein Zinskapital wurde von ihm geteilt. Der größte Verdienst Fords sei es, durch die regelmäßige Reinvestition eines großen Teils seines Profits die Produktion auszuweiten und somit den Wohlstand der gesamten Gesellschaft zu fördern. Gemeinsam mit dem Ingenieur Paul Rieppel und Carl Hollweg meinte er, der Fordismus sei die Möglichkeit, den Kapitalismus in doppelter Fronstellung zu überwinden und eine bolschewistische Revolution zu verhindern.
Die Erkenntnisse und Erfahrungen von Gottl-Ottlilienfeld fanden vor allem in Japan Aufnahme, wo sich für diesen Forschungszweig eine eigene Schule entwickelte.

## Werke (Auswahl)
- Der Wertgedanke, ein verhülltes Dogma der Nationalökonomie. Kritische Studien zur Selbstbesinnung des Forschens im Bereiche der sogenannten Wertlehre (= Staatswissenschaftliche Studien, Bd. 6,4). Fischer, Jena 1897.
- Über die „Grundbegriffe“ in der Nationalökonomie. Fischer, Jena 1900 (Habilitationsschrift Universität Heidelberg).
- Die Herrschaft des Wortes. Untersuchungen zur Kritik des nationalökonomischen Denkens; einleitende Aufsätze. Fischer, Jena 1901.
- Die Grenzen der Geschichte. Duncker & Humblot, Berlin 1904.
- Der wirtschaftliche Charakter der technischen Arbeit. Springer, Berlin 1910.
- Die natürlichen und technischen Beziehungen der Wirtschaft (= Grundriß der Sozialökonomik, Bd. 2). Mohr, Tübingen 1914 (2. Aufl. 1923).
- Freiheit vom Worte. Über das Verhältnis einer Allwirtschaftslehre zur Soziologie. Duncker & Humblot, Berlin 1923.
- Die wirtschaftliche Dimension. Eine Abrechnung mit der sterbenden Wertlehre. Fischer, Jena 1923.
- Fordismus? Paraphrasen über das Verhältnis von Wirtschaft und technischer Vernunft bei Henry Ford und Frederick W. Taylor (= Kieler Vorträge, Bd. 10). Fischer, Jena 1924 (3. Aufl. 1926).
- Wirtschaft als Leben. Eine Sammlung erkenntniskritischer Arbeiten. Fischer, Jena 1925.
- „Volkseinkommen“ und „Volksvermögen“. Kritik in methodologischer Absicht. Fischer, Jena 1927.
- Bedarf und Deckung. Ein Vorgriff in Theorie der Wirtschaft als Leben. Fischer, Jena 1928.
- Vom Sinn der Rationalisierung. Fünf Abhandlungen. Fischer, Jena 1929.
- Wirtschaft und Wissenschaft. Zwei Bände. Fischer, Jena 1931.
- Der Mythus der Planwirtschaft. Vom Wahn im Wirtschaftsleben. Fischer, Jena 1932.
- Wesen und Grundbegriffe der Wirtschaft (= Wirtschaftslehre, T. 1). Reclam, Leipzig 1933.
- Die Läuterung des nationalökonomischen Denkens als deutsche Aufgabe. Junker & Dünnhaupt, Berlin 1934.
- Volk, Staat, Wirtschaft und Recht. T. 1: Grundlegender Teil. Junker & Dünnhaupt, Berlin 1936.
- Wirtschaft. Gesammelte Aufsätze. Fischer, Jena 1937.
- Theorie blickt in die Zeit. Vier Aufsätze über die deutsche Wirtschaft und Wirtschaftswissenschaft von heute. Fischer, Jena 1939.
- Wirtschaftspolitik und Theorie. Junker & Dünnhaupt, Berlin 1939.
- Wirtschaft als Wissen, Tat und Wehr. Über Volkswirtschaftslehre, Autarkie und Wehrwirtschaft; im Anhang: Das neue Forschungsinstitut für Deutsche Volkswirtschaftslehre in Graz. Junker & Dünnhaupt, Berlin 1940.
- Ewige Wirtschaft. Die Grundlehre vom Wirtschaftsleben. Zwei Bände. Junker & Dünnhaupt, Berlin 1943.